# James Gillray
James Gillray, parfois orthographié Gilray, né le 13 août 1756 et mort le 1er juin 1815, est un caricaturiste et graveur britannique célèbre pour ses dessins satiriques à caractère politique et social, réalisés sous forme d’eaux-fortes et publiés pour la plupart entre 1792 et 1810.

## Biographie

### Enfance et éducation
James Gillray est né à Chelsea. Son père, natif de Lanark, servit dans l’armée en tant que simple soldat puis, ayant perdu un bras lors de la bataille de Fontenoy, fut admis, comme malade puis comme pensionné, à l’Hôpital royal de Chelsea. Gillray commence sa formation par un apprentissage de gravure en lettres. Rapidement embauché, il trouve toutefois ce travail pénible et préfère vagabonder en  compagnie de joueurs itinérants. Après un parcours en dents de scie, il revient à Londres où il est admis comme étudiant à la Royal Academy, vivant de son travail de graveur et probablement de la vente d'un nombre considérable de caricatures publiées sous divers pseudonymes. Ses caricatures sont principalement des eaux-fortes, certaines en aquatinte, d'autres réalisée avec la technique du pointillé. On sent l'influence de William Hogarth qui a fait le bonheur de ses premières années d'étude. La première caricature dont on peut lui attribuer la paternité avec certitude est Paddy à cheval, qui paraît en 1779. Deux caricatures de la victoire navale de Rodney, publiées en 1782, ont été les premières d’une série mémorable de caricatures politiques.

### L’âge adulte

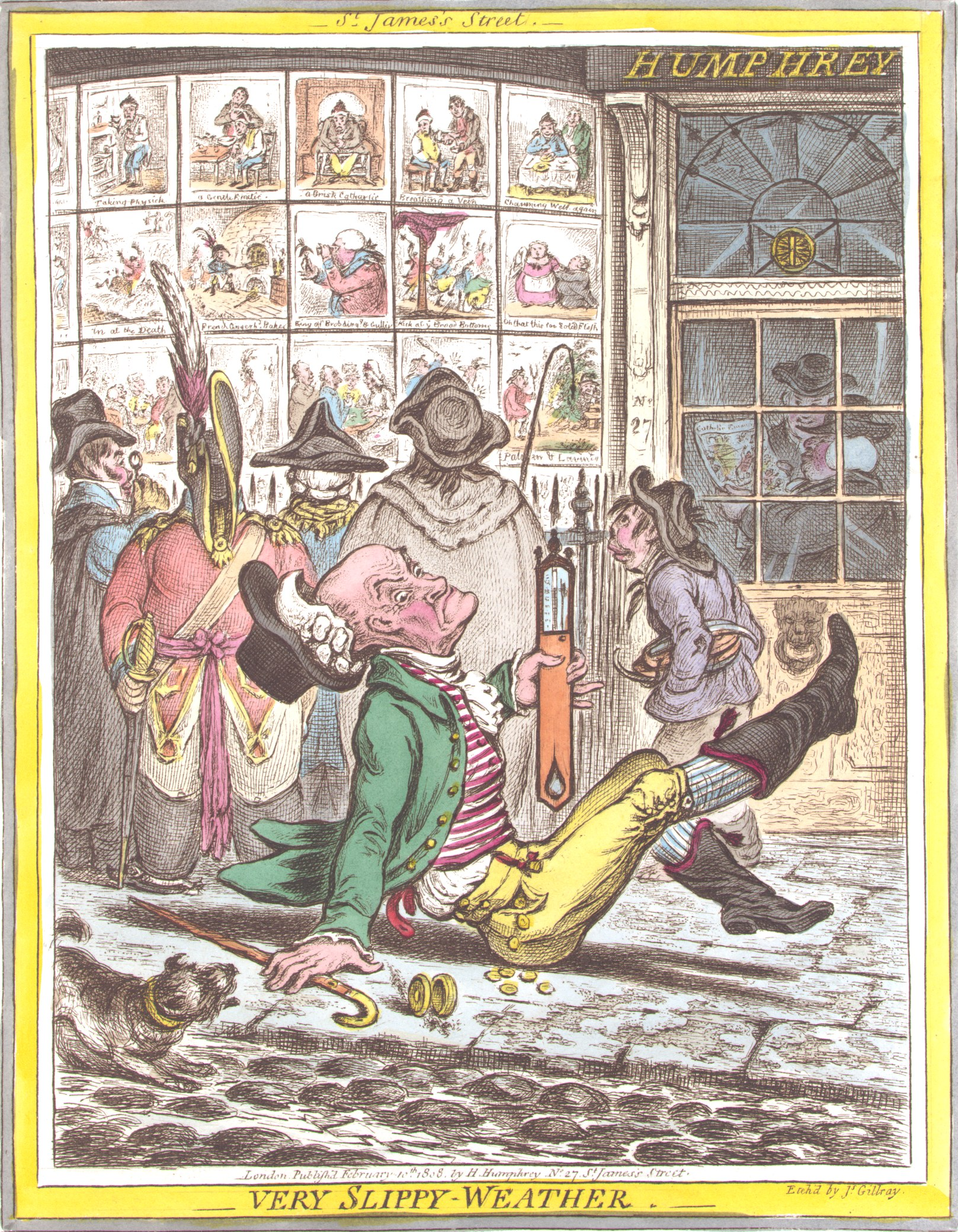
Un temps très glissant (1808)

Le nom de l'éditeur et vendeur des œuvres de Gillray, Miss Hannah Humphrey, sœur du graveur William Humphrey, et dont la boutique était installée au 227 du Strand puis successivement sur New Bond street, Old Bond Street et enfin St. James's Street, est intimement associé à celui du caricaturiste. En effet, Gillray a vécu avec Miss (souvent appelée Mme) Humphrey pendant toute sa période de célébrité. On pense que plusieurs fois il aurait voulu l’épouser et qu’à une occasion, le couple était sur le chemin de l'église quand Gillray déclara : « Cette affaire est insensée, lorsqu’on y pense, Miss Humphrey. Nous vivons très confortablement ensemble, ne ferions nous pas mieux de rester célibataires ? ». Rien n’est cependant prouvé qui puisse donner du crédit aux paroles ici rapportées, mais le couple vivait bien ensemble. Les plaques de Gillray étaient exposées dans la vitrine d'Hannah Humphrey devant laquelle se pressait une foule impatiente. Une de ses dernières estampes, Un temps très glissant, représente la boutique de Mme Humphrey de St. James's Street à l'arrière-plan. Dans la vitrine on reconnaît un certain nombre des tirages de Gillray publiés antérieurement, tels que Tiddy-Doll le grand fabricant français de pain d'épices, immortalisant une nouvelle série de rois ; Son ouvrier, Talley mélangeant la pâte, une satire sur la propension de faiseur de roi de Napoléon, également représenté dans la vitrine.
Ses caricatures des principaux évènements et personnages de la Révolution française et de l'Empire sont très vite célèbres.

### Les dernières années

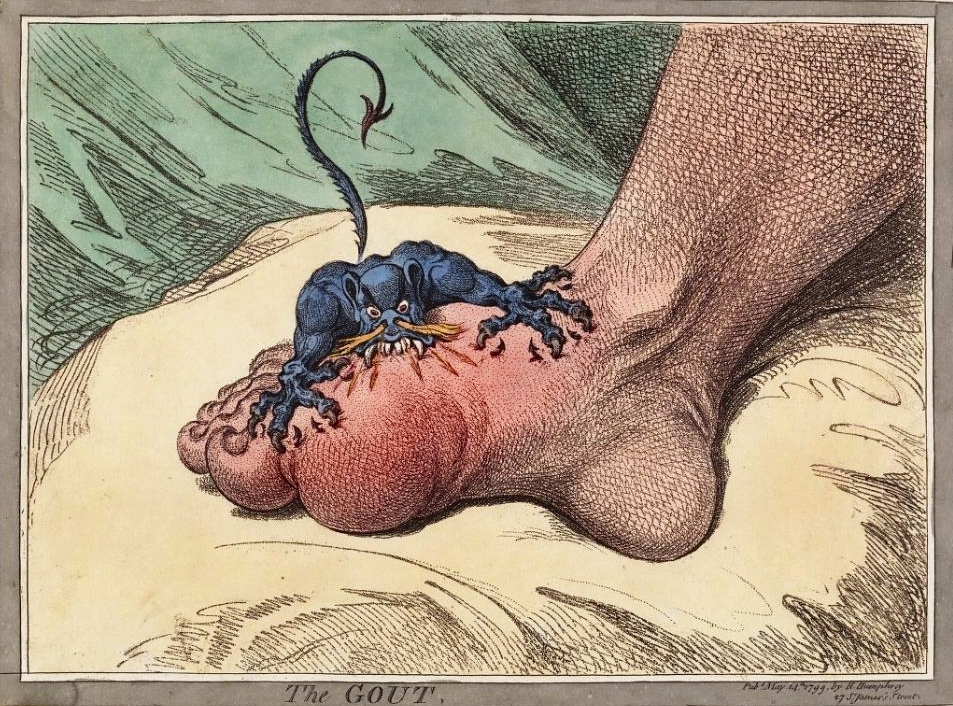
La goutte (1799)

Sa vue a commencé à baisser à partir de 1806. Le port de lunettes de vue ne lui donna pas satisfaction. Incapable de maintenir la qualité de son travail au niveau de perfection atteint précédemment, il devint dépressif et se mit à boire à l'excès. 
Son dernier travail, inspiré d'un dessin de Bunbury et intitulé Intérieur d'une boutique de barbier à l'heure des assises est daté de 1811. Alors qu'il y travaillait, il bascula dans la folie, bien qu’ayant encore parfois des instants de lucidité qui lui ont permis de terminer cette dernière œuvre. L'approche de la maladie mentale a sans doute été précipitée par ses habitudes d'intempérance. 
En raison de sa forte consommation d'alcool, Gillray a souffert de la goutte tout au long de sa vie. Les personnes qui avaient pris part à sa peine ont souvent fait le commentaire que ces eaux fortes donnent une interprétation de sa maladie et que sa gravure est une illustration très parlante et imagée des souffrances endurées par les malades atteints de la goutte. 
En juillet 1811, Gillray a tenté de se suicider en se jetant par la fenêtre d'un grenier situé au-dessus de la boutique Humphrey dans St James's Street. Gillray a ensuite sombré dans la folie et a été soigné par Hannah Humphrey jusqu'à sa mort le 1er juin 1815. 
James Gillray a été inhumé au cimetière de l’église St James, de Piccadilly, à Londres.

## L’art de la caricature

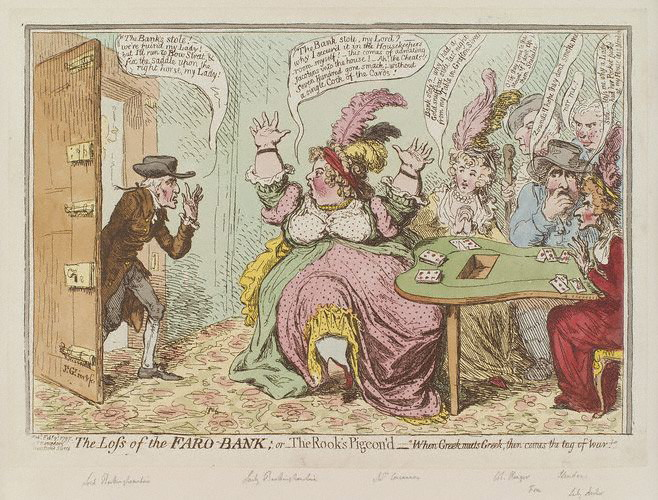
The Loss of the Faro Bank or the rook's pigeon'd (gravure rehaussée à la main, 1797) : sur ce dessin comportant des phylactères, chose non rare au XVIIIe s., Gillray vise lord George Hobart, joueur mordu de pharaon et réputé pour être un roublard.

Les dessins de Gillray, lequel fut qualifié de « prince de la caricature » des années 1780-1810, et, plus justement, de  father of the political cartoon (père du dessin de presse), sont généralement partagées en deux catégories : les séries politiques et les séries sociales. 

### Les séries politiques

#### Le règne de Georges III

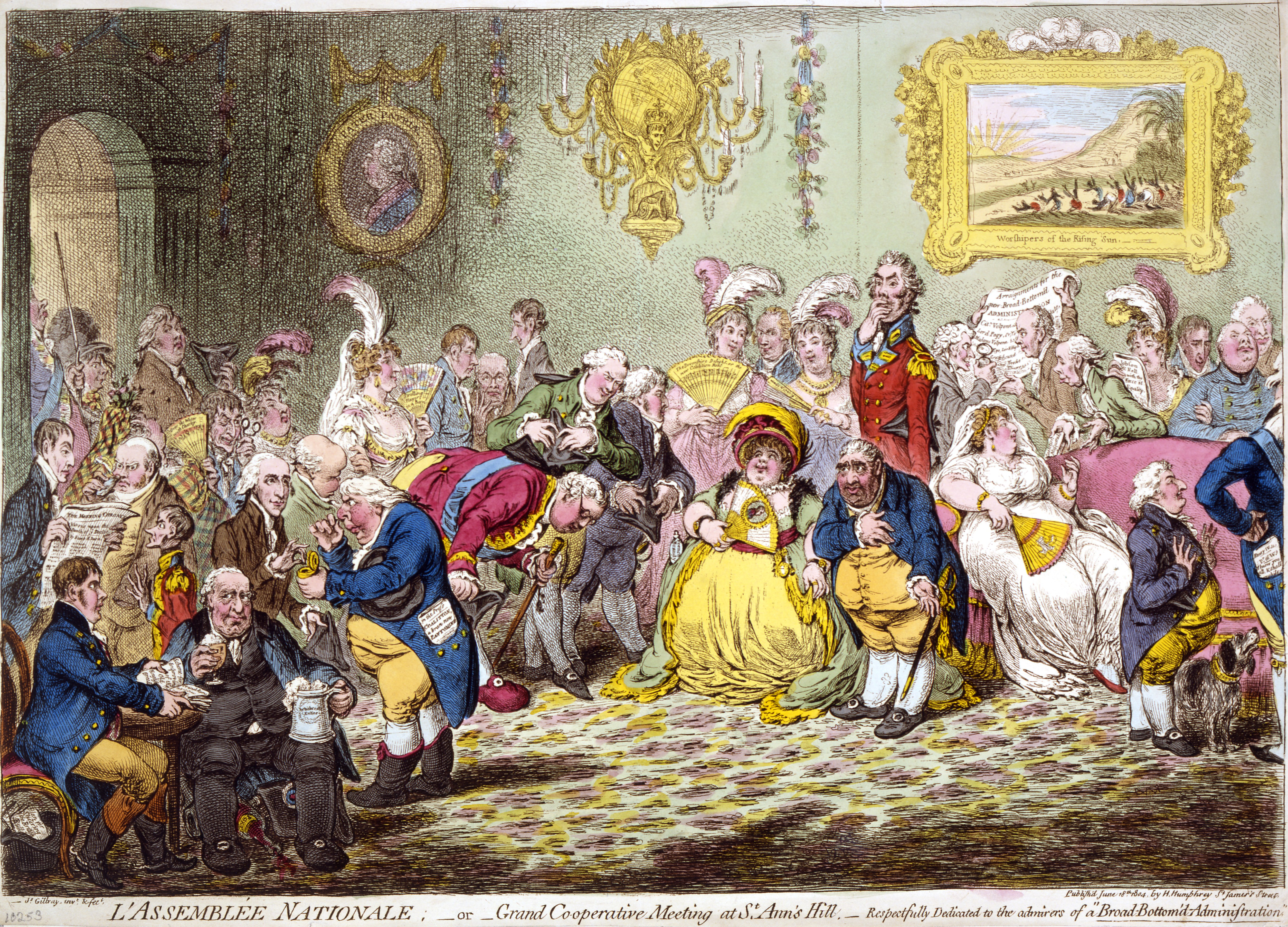
L'Assemblée Nationale (sic, 1804) a été considérée comme la caricature la plus talentueuse qui ait jamais paru, en partie du fait qu'elle colle admirablement à la réalité du propos. On notera au passage la coupe du cadre de la scène à droite, qui, sectionnant un personnage, donne le sentiment d'une « prise sur le vif ». Le prince de Galles a déboursé une forte somme d'argent pour qu’elle soit retirée de la vente et sa plaque détruite.

Un certain nombre de ses satires les plus mordantes sont dirigées contre George III qui, après avoir examiné certains croquis de Gillray, déclara : "Je ne comprends pas ces caricatures." Gillray se vengea personnellement de cette appréciation par sa magnifique caricature intitulée Un Connaisseur examinant un Cooper, ce qu’il faisait au moyen d'une chandelle posée sur un "bougeoir" : ainsi il esquissait une satire à la fois de la prétention du roi à la connaissance de l'art et de ses habitudes d’avarice.

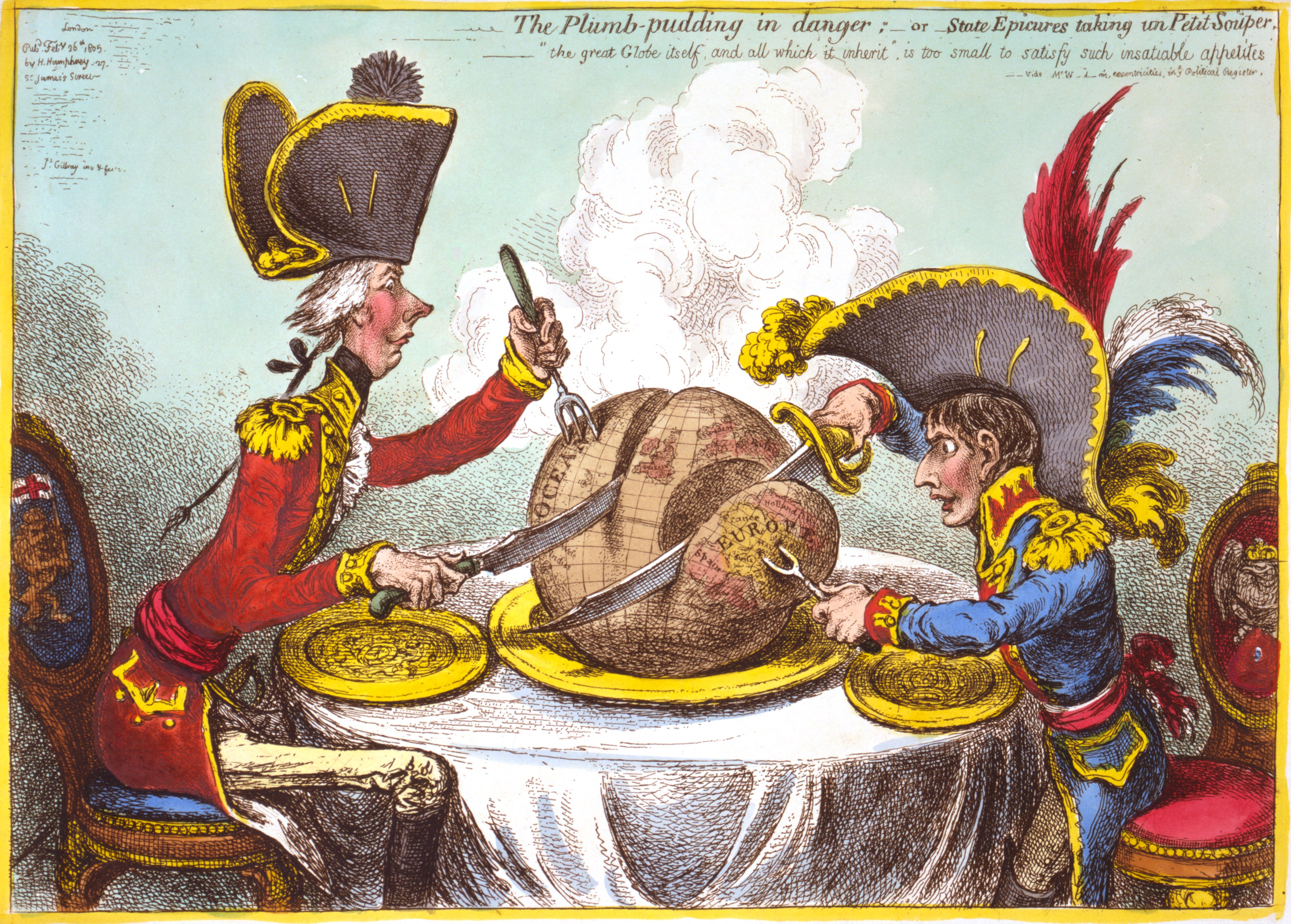
The Plumb-Pudding in danger, or, State Epicures taking un Petit-Souper (1805) : le premier ministre britannique, William Pitt, et Napoléon, se partageant le monde : le Globe terrestre dont ils héritent est trop petit pour satisfaire leur appétit....

Les caricatures politiques constituent un élément important et précieux pour la compréhension historique de la dernière partie du règne de George III. Elles ont été diffusées non seulement au Royaume-Uni mais aussi dans toute l'Europe et ont exercé une grande influence tant en Grande-Bretagne qu’à l'étranger. Dans les gravures politiques figurent notamment George III, l'épouse de George, la reine Charlotte, le Prince de Galles (plus tard le Prince Régent, puis le roi George IV), Charles Fox, William Pitt le Jeune, Edmund Burke  et Napoléon Bonaparte qui sont les personnalités les plus éminentes de l’époque. En 1788 paraissent deux belles caricatures de Gillray. Le tonnerre franchissant la mer Rouge de sang représente Lord Thurlow transportant Warren Hastings  à travers une mer de sang : Hastings est très confortablement installé et porte deux grands sacs d’argent. Jour de marché illustre la réalité de la vente des bovins à l'époque.
Les meilleures satires de Gillray sur  George III sont les suivantes : 
- George le fermier et son épouse,
- Deux autres planches, l'une dans laquelle le roi fait griller des muffins pour son petit déjeuner et l’autre où la reine fait frire des anchois ;
- L'Anti-Saccharites, où le couple royal propose de renoncer au sucre, à la grande horreur de la famille ;
- Un Connaisseur examinant un Cooper;
- Les deux planches Un goinfre dans les affres de la digestion et La sobriété récompensée d'un repas frugal, satire des excès du Prince Régent (plus tard le roi George IV) et de l'avarice de son père, George III, respectivement ;
- Affabilité royale ;
- Une leçon sur les chaussons aux pommes
- Les cochons possédés.

#### La Révolution française

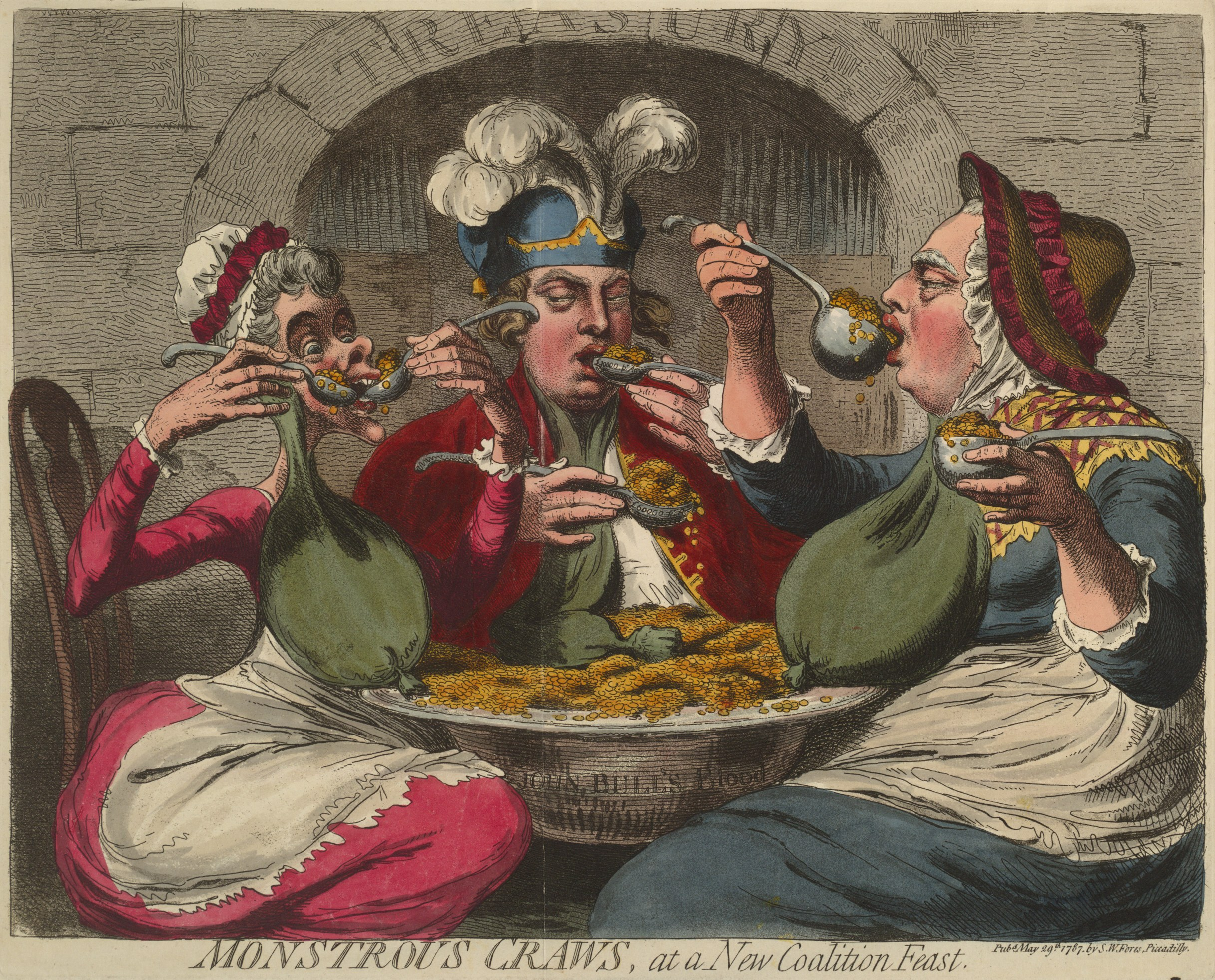
Monstrous craws, at a new coalition feast (Jabots monstrueux, à la fête de la nouvelle coalition) (mai 1787) visant George III et sa famille.

Au cours de la Révolution française, Gillray a pris une position conservatrice et a publié caricature après caricature pour ridiculiser les Français et Napoléon (en général, en éreintant le Jacobinisme), et en glorifiant John Bull. Un certain nombre de ses dessins ont été publiés dans la revue anti-Jacobine. Cependant, il n'est pas considéré comme un partisan acharné de l’un ou de l’autre des deux partis politiques en présence, ni des Whigs, ni des tories. Il distribuait librement et indistinctement ses coups à droite comme à gauche.
Parmi les plus connues figurent : 
- French Liberty British Slavery
- L'apothéose de Hoche, qui résume les excès de la Révolution française dans une seule illustration, La  Nursery où Britannia repose en paix;
- Le Plumb-pudding en Danger (ou William Pitt et Napoléon Ier se partageant le monde).

#### Autres caricatures politiques

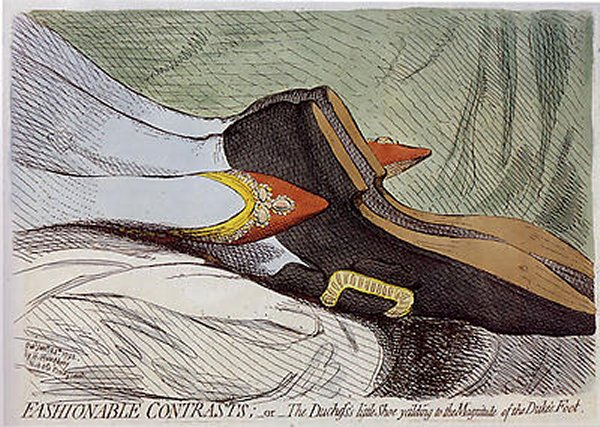
Contrastes de mode ;— ou — La capitulation de la petite chaussure de la duchesse [sic] devant la taille des pieds du duc (1792

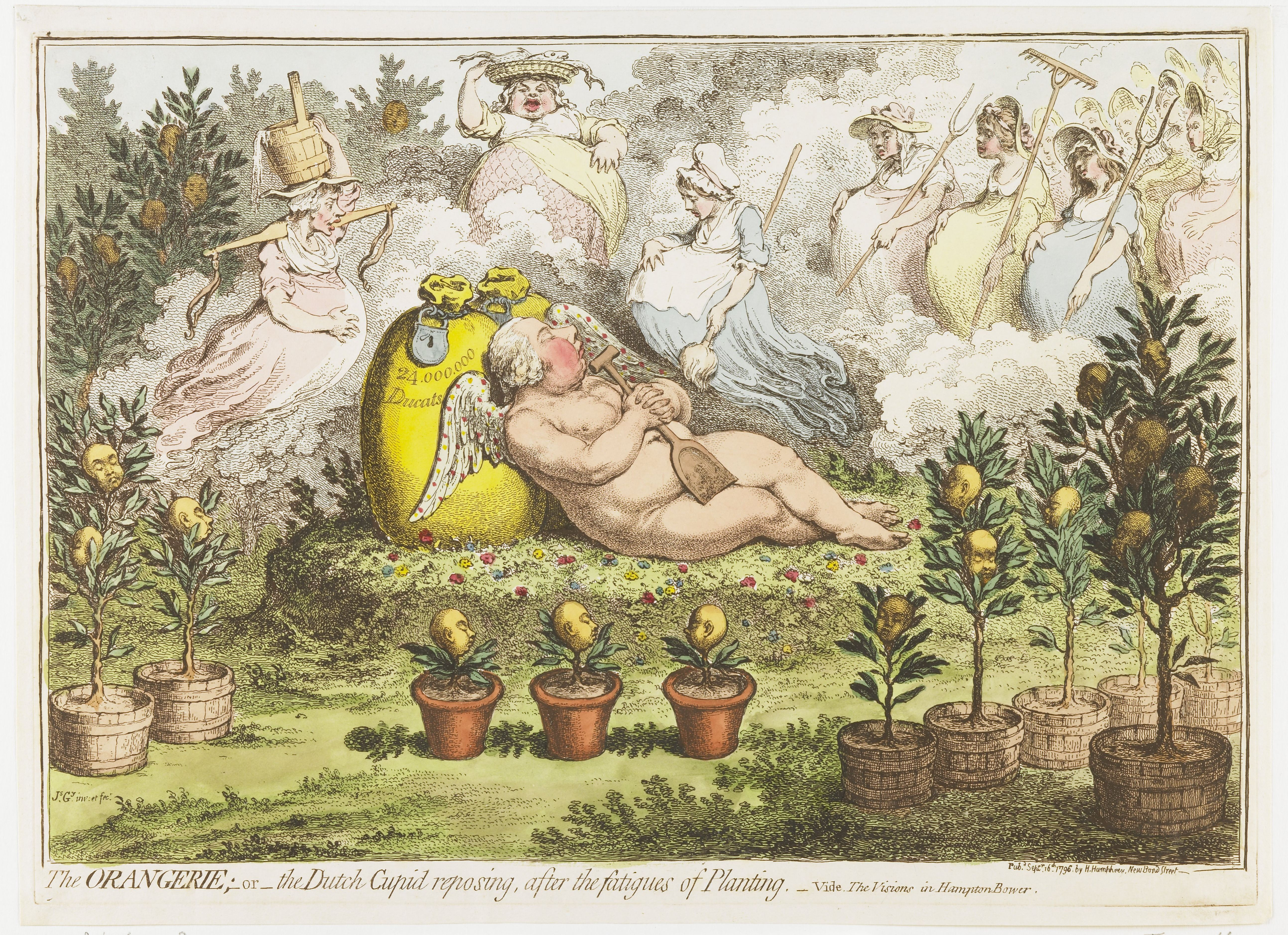
L'Orangerie ; Guillaume V d'Orange-Nassau en exil doré, surtout cupide. En 1795, chassé par la République batave, il s'est réfugié en Angleterre. Caricature publiée en septembre 1796.

En plus de la pertinence de ses observations, Gillray pouvait faire preuve de beaucoup de subtilité, et pointer la vanité avec une approche d’une remarquable profondeur. L'exemple le plus frappant en est son illustration des contrastes de la mode ; —  ou  — La capitulation des petites chaussures de la duchesse [sic]devant la taille des pieds du duc (1792). Ce fut une image dévastatrice visant la flatterie ridicule dont la presse faisait preuve à l’égard de Frederica Charlotte Ulrica, duchesse d'York, et de la supposée petitesse de ses pieds. La gravure montrait seulement les pieds et les chevilles du duc et de la duchesse de York, dans une position évidemment copulatoire, avec les pieds du Duc volontairement agrandis et les pieds la duchesse dessinés de très petite taille. Cette illustration fit taire à jamais les flagorneries de la presse sur le couple du duc et de la duchesse.
Autres œuvres célèbres :
- Britannia entre Charybde et Scylla, une image dans laquelle Pitt qui a si souvent été la cible de Gillray, figure sous un jour favorable ;
- La nuit de noce ;
- Le premier baiser de ces dix dernières années (1803), une autre satire sur la paix, qui aurait beaucoup amusé Napoléon ;
- La main écrivant sur le mur;
- La Coalition des Confédérés, une attaque contre la coalition qui a remplacé le ministère Addington ;
- Déboucher un vieux Sherry;
- Soyons décents ;
- Confort d'un Lit de Roses ;
- Vue de la campagne électorale à Covent Garden ;
- Phaethon Alarmée et Pandore ouvrant sa boîte.

### Les séries sociales

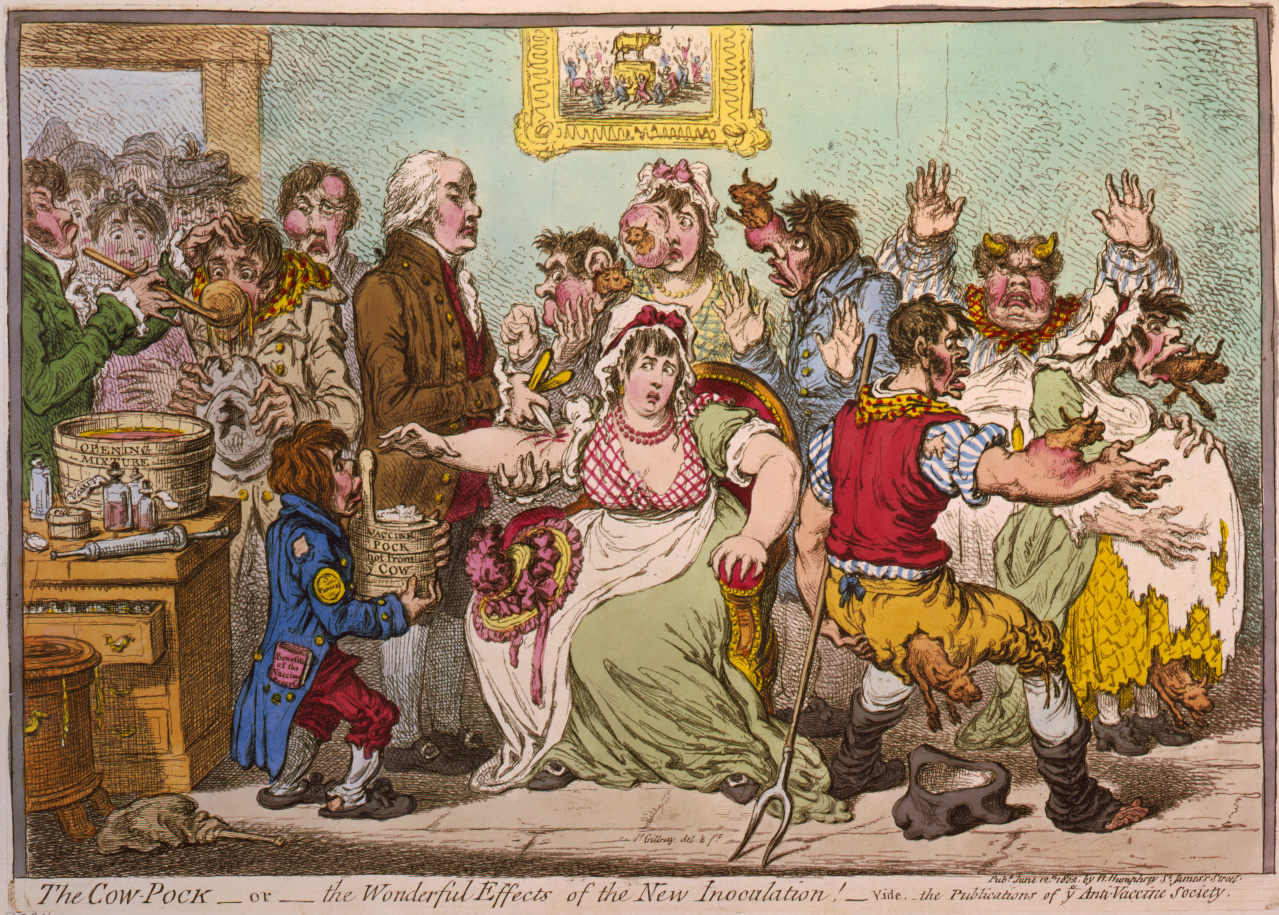
Le Cow-Pock ou Les Merveilleux effets de la nouvelle inoculation ! (juin 1802) : Gillray met en scène la peur des gens de devenir une vache quand on les vaccine contre la variole (la vaccine est la variole de la vache). Dans la peinture sur le mur du fond, le veau d'or est vénéré par les Israélites

Les séries de caricatures traitant de sujets variés sont nombreuses mais elles n’ont pas l'importance historique des séries politiques, sont plus facilement intelligibles, et encore plus amusantes. 
Parmi les plus belles citons : 
- Shakespeare sacrifié ;
- Personnages flamands(deux planches) ;
- Partie de Whist à deux penny (qui montre une image d’Hannah Humphrey) ;
- Oh que fonde cette chair trop solide ;
- Sandwich aux Carottes ;
- La goutte ;
- Confort pour les cors aux pieds ;
- Tristes soins de départ ;
- Le Cow-Pock, qui donne une expression populaire humoristique à la peur de la vaccination ;
- Dilettantisme Théâtral
- Harmony before Matrimony (Harmonie avant le mariage) et Harmonie dans le mariage, deux très bons croquis offrant un violent contraste l’un par rapport à l’autre.

## L'influence de James Gillray
L'époque à laquelle vécut Gillray était particulièrement favorable au développement d'une grande école de caricature. Les combats étaient menés avec une grande vigueur, sans amertume et des personnalités s’y sont librement livrés des deux côtés. L’esprit incomparable et l'humour de Gillray, sa connaissance de la vie, la fécondité de son inspiration, son sens aigu de l'absurde et sa perfection dans l’exécution du trait, toutes ces qualités à la fois lui ont donné une place de choix parmi les caricaturistes. Il s’est honorablement distingué dans l'histoire de la caricature par le fait que ses croquis sont de véritables œuvres d'art. Les idées exprimées dans certains de ses dessins sont sublimes et magnifiques de poésie par l'intensité de leur signification, alors que la franchise – que certains ont assimilée à cette grossièreté revendiquée par d'autres –  est caractéristique d’une liberté générale de ton répandue dans tous les milieux intellectuels au XVIIIe siècle. La valeur historique du travail de Gillray a été reconnue par de nombreux historiens parmi les plus perspicaces. Comme on l'a si bien dit : "Lord Stanhope a fait de Gillray un reporter crédible de ses discours, ainsi qu’un illustrateur avisé des événements'."
Le témoignage de son influence dans la politique de son époque apparaît nettement dans une lettre de Lord Bateman, en date du 3 novembre 1798. "L'opposition", écrit-il à Gillray, "est aussi faible que nous pouvons le souhaiter. Vous nous avez rendu le service infiniment précieux de les discréditer en les rendant ridicules." La créativité extraordinaire de Gillray est d’une évidence criante du simple fait qu’on lui attribue près de 1000 caricatures, alors que certains considèrent qu’il en aurait réalisé plus de 1600 ou 1700. Selon l’Encyclopædia Britannica, "Gillray est aussi précieux pour ceux qui étudient les mœurs anglaises ou la politique, car il s’attaque aux folies sociales du temps à travers une satire cinglante et rien n'échappe à sa causticité, pas même un changement mineur de la mode vestimentaire. Le grand talent de Gillray qui réside dans sa capacité à mettre le doigt sur le côté ridicule de n’importe quel sujet n’a d’égal que la finition exquise de ses croquis, dont les meilleurs atteignent une grandeur épique qui, par sa conception, rivalise dans le sublime avec John Milton."
Aujourd’hui encore Gillray est reconnu comme étant l'un des caricaturistes politiques les plus influents de tous les temps, et l'un des principaux dessinateurs de la scène politique du Royaume-Uni. Les dessinateurs Steve Bell et Martin Rowson le considèrent tous deux comme celui de leurs prédécesseurs qui a été probablement le plus influent dans ce domaine. 
L'apparence physique de la race Vogon dans le film H2G2 : Le Guide du voyageur galactique (The Hitchhiker's Guide to the Galaxy) s'est inspirée en partie des œuvres de Gillray. 
On trouvera un article complet sur Gillray dans l’Histoire de la caricature et du grotesque dans la littérature et l'art de Wright (1865).

## Éditions célèbres
Une sélection des œuvres de Gillray a fait l’objet d’une publication partielle en 1818, mais la première édition de qualité a été celle de Thomas McLean, qui a été publiée avec des légendes en 1830. Une attaque un peu amère, portant non seulement sur le caractère de Gillray mais aussi sur son génie alors remis en cause, est parue dans l'Athénée le 1er octobre 1831, attaque réfutée par John Landseer dans l’Athenaeum une quinzaine de jours plus tard.

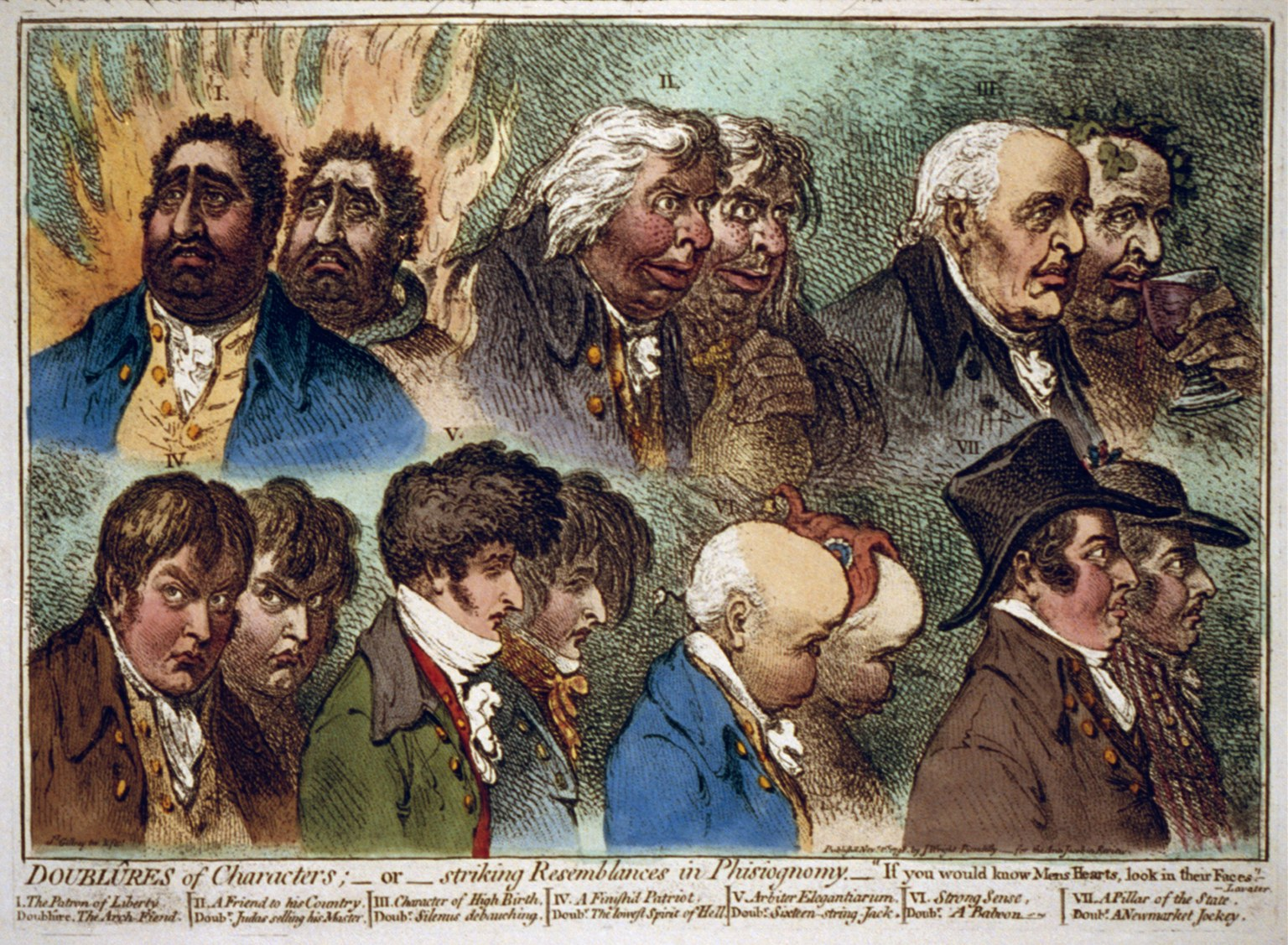
Doublûres of Characters;—or—striking Resemblances in Phisiognomy: Si vous voulez connaître le cœur des hommes, regardez leurs visages (1798).

En 1851, George Henry Bohn a dirigé une édition en grand format, à partir des planches originales, les croquis de plus grandes dimensions — connus sous le nom de "planches supprimées" — ont été publiés dans un volume séparé. Pour cette édition Thomas Wright et RH Evans ont écrit un commentaire, qui est un bon historique de l'époque concernée par les caricatures. Malheureusement, de nombreux exemplaires de l'édition Bohn sont divisés en feuilles individuelles et ont pu passer pour des originaux auprès d’acheteurs peu méfiants. Bien que les deux volumes de l'édition Bohn soient souvent présentés comme une collection complète des œuvres de Gillray, ce n'est pas le cas : par exemple, la gravure Doublures de personnages n’est pas incluse dans ces volumes. C'est probablement parce que cette illustration n'a pas été publiée par Hannah Humphrey, mais par John Wright pour l’Anti-Jacobin Review and Magazine.
L’édition suivante, intitulée Les travaux de James Gillray, le caricaturiste : avec l'histoire de sa vie et de son époque (Chatto & Windus, 1874), est l'œuvre de Thomas Wright et, par sa présentation populaire et narrative, elle a rendu Gillray accessible à un cercle plus large de lecteurs qui ignoraient auparavant tout de lui. Cette édition complète en un seul volume contient deux portraits de Gillray et plus de 400 illustrations. JJ Cartwright, dans une lettre adressée à l'Académie (28 février 1874), a attiré l'attention sur l'existence d'un volume manuscrit, conservé au British Museum, contenant des lettres reçues et envoyées par Gillray ainsi que d'autres documents illustrés. Les extraits qu'il a donné ont été utilisés dans un article de la Quarterly Review  au mois d'avril 1874. Voir aussi l’Académie du 21 février et du 16 mai 1874.

## Un artiste collectionné

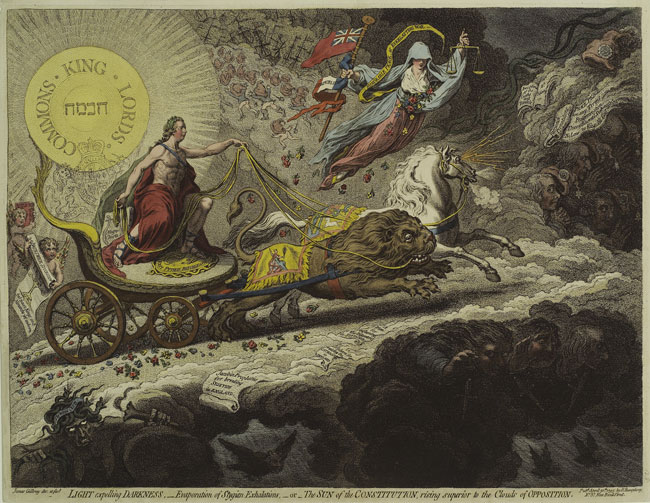
Light expelling Darkness — Evaporation of Stygian Exhalations —, or The Sun of the Constitution, rising superior to the Clouds of Opposition (eau-forte, burin et roulette, avril 1795), publiée par Hannah Humphrey (1745-1818), une des rares éditrices d'estampes à Londres.

Au cours des quinze dernières années de sa vie, les travaux de Gillray ont été activement recherchés et collectionnés : les raisons sont qu'elles étaient éminemment satiriques et très souvent non pas censurées mais éliminées du circuit par l'autorité (le cas du prince de Galles avec L'Assemblée Nationale n'est pas unique), et que l'époque est à la répression en Angleterre sur le plan intérieur. Cette cartoonmania fut relevée à l'époque par de nombreux témoins : dès 1781, Edmond Malone qualifie cet engouement de hogarthomanie, les gens en achètent pour leur divertissement privé.
Les prix des gravures sont montés de façon constante depuis les années 1970 mais la vente aux enchères de la collection de Draper Hill à la salle des ventes Phillips de Londres en 2001 a tiré les prix vers de nouveaux sommets : plusieurs tirages, dont Contrastes à la mode, ont atteint plus de 10 000 $ US. Depuis 2002, les ventes annuelles de caricatures aux enchères chez Bonhams à Londres, dont chacune comportait une sélection de nombreuses estampes de Gillray, ont confirmé cette tendance. L'escalade des prix signifie aussi qu’il peut être très difficile de trouver, même à un prix élevé, des exemplaires de qualité des œuvres majeures de Gillray.
Cette forte augmentation des prix a aussi conduit des vendeurs peu scrupuleux à tenter de faire passer des estampes de l’édition Bohn pour des tirages d'époque, et il peut être difficile pour ceux qui ne sont pas familiers de telles pratiques de faire la différence entre une réimpression (communément appelée « un Bohn ») et un premier tirage.
Comme les prix des Bohns sont généralement de un dixième à un vingtième de ceux des originaux, des revendeurs peu soigneux dissimulent le fait que leur marchandise est en réalité un Bohn.

## Galerie

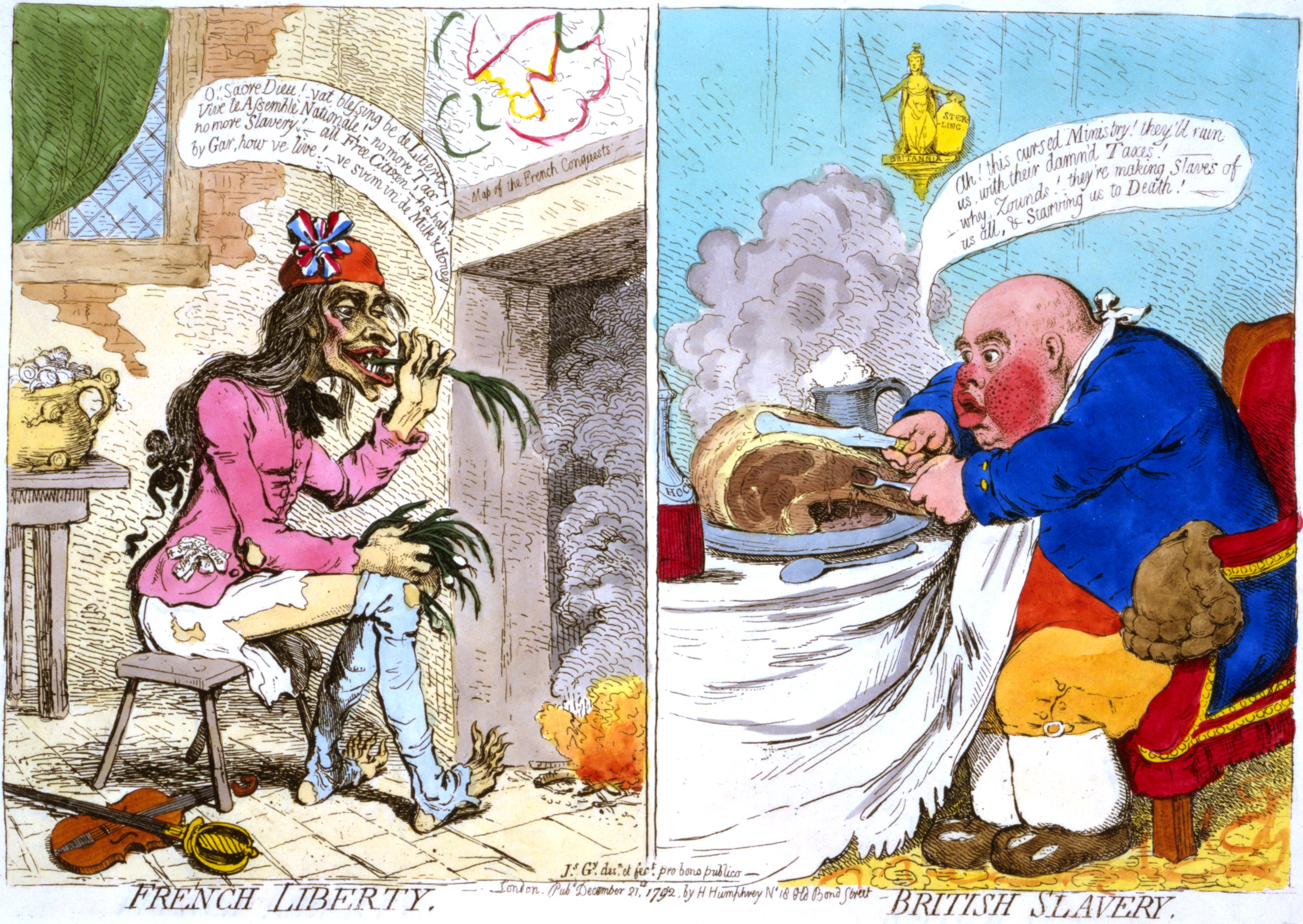
French Liberty British Slavery (1792)
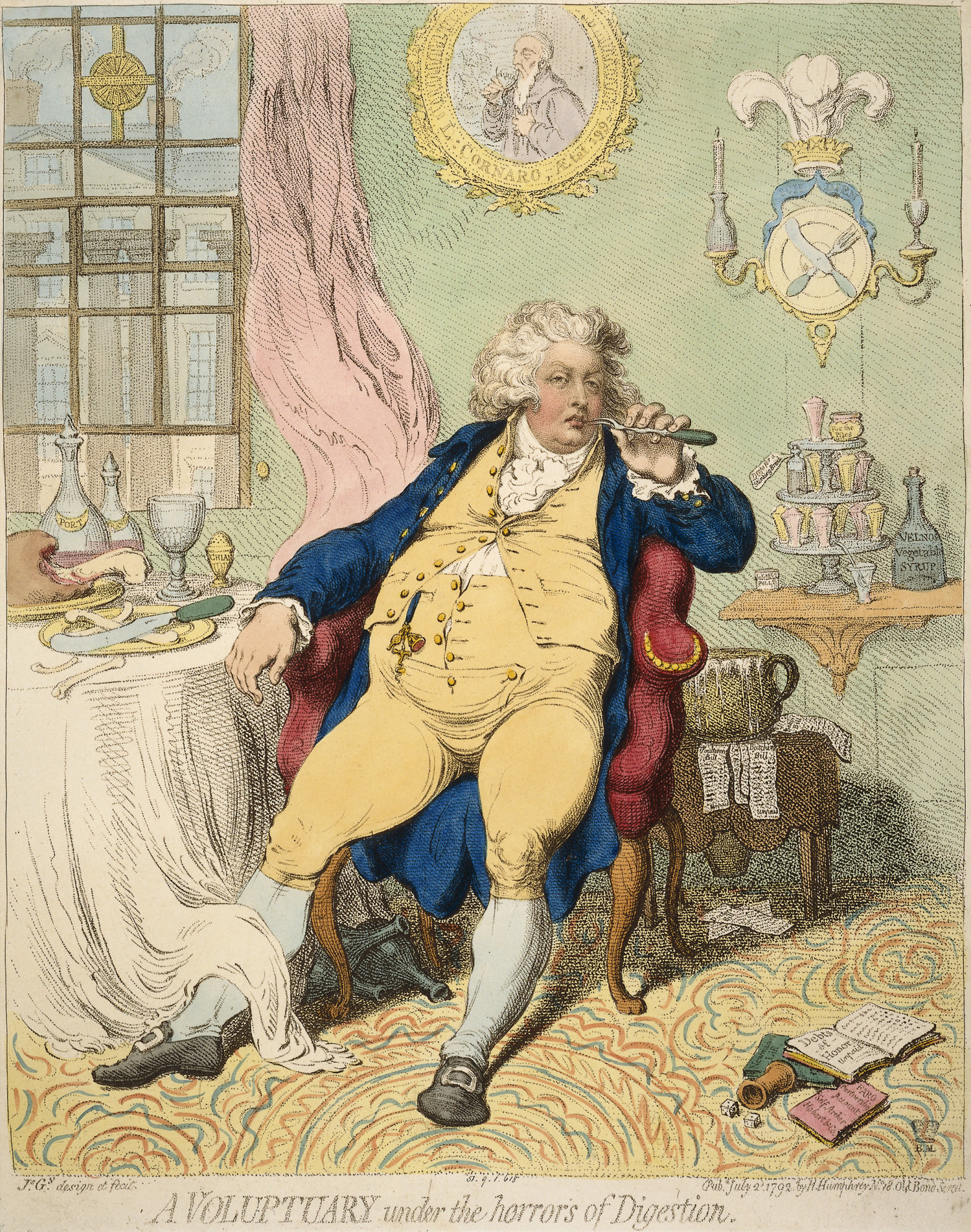
Un goinfre dans les horreurs de la digestion (1792)
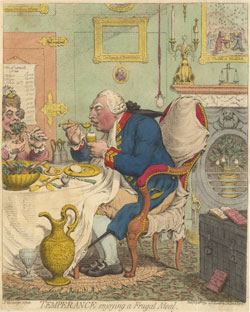
La sobriété récompensée d'un repas frugal (1792)
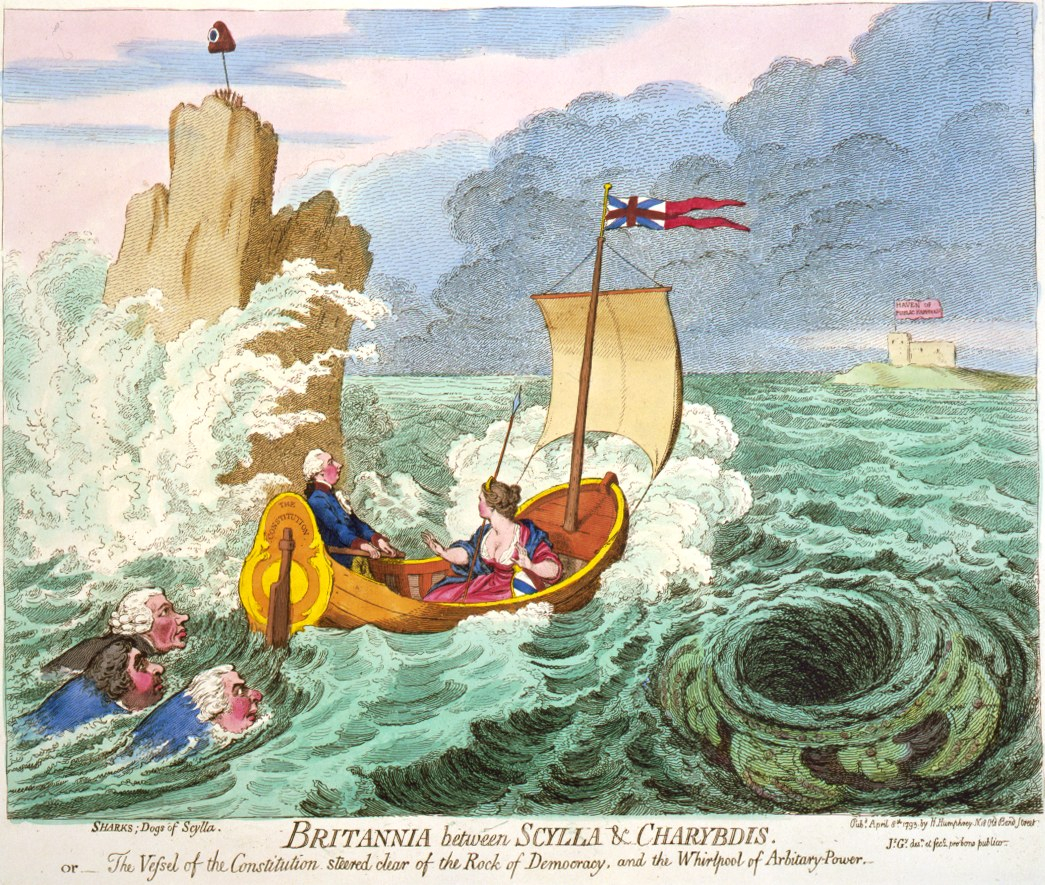
La Grande Bretagne entre Charybde et Scylla (1793)

#### Bases et dictionnaires
- Ressources relatives aux beaux-arts :   - Art Institute of Chicago
  - Art UK
  - Artists of the World Online
  - Auckland Art Gallery
  - Bénézit
  - Bridgeman Art Library
  - British Museum
  - Cooper–Hewitt, Smithsonian Design Museum
  - Grove Art Online
  - Musée des beaux-arts du Canada
  - Musée national du Victoria
  - Museum of Modern Art
  - National Gallery of Art
  - National Portrait Gallery
  - Nationalmuseum
  - RKDartists
  - Royal Academy of Arts
  - Tate
  - Te Papa Tongarewa
  - Union List of Artist Names
- Ressource relative à la bande dessinée :   - Lambiek Comiclopedia
- Ressource relative à la mode :   - Europeana Fashion
- Ressource relative à la recherche :   - Persée
- Ressource relative à la musique :   - Discogs
- Notices dans des dictionnaires ou encyclopédies généralistes :   - Britannica
  - Brockhaus
  - Den Store Danske Encyklopædi
  - Deutsche Biographie
  - Enciclopedia De Agostini
  - Gran Enciclopèdia Catalana
  - Hrvatska Enciklopedija
  - Internetowa encyklopedia PWN
  - Nationalencyklopedin
  - Oxford Dictionary of National Biography
  - Proleksis enciklopedija
  - Store norske leksikon
  - Treccani
  - Universalis
  - Visuotinė lietuvių enciklopedija
- Notices d'autorité :   - VIAF
  - ISNI
  - BnF (données)
  - IdRef
  - LCCN
  - GND
  - Japon
  - CiNii
  - Espagne
  - Pays-Bas
  - Pologne
  - Israël
  - NUKAT
  - Suède
  - Australie
  - Tchéquie
  - Portugal
  - Lettonie
  - WorldCat

#### Autres
- James Gillray Gallery at MuseumSyndicate
- GreatCaricatures.com: James Gillray Galleries
- James Gillray at The National Portrait Gallery (United Kingdom).
- James Gillray at The Tate Britain.
- James Gillray at The New York Public Library.
- James Gillray prints at the Lewis Walpole Library of Yale University.
- Historical and Descriptive Account of the Caricatures of James Gillray by THOMAS WRIGHT, R. H. EVANS